# NCIS: Hawai'i
NCIS: Hawai'i è una serie televisiva statunitense di genere poliziesco, creata da Christopher Silber, Jan Nash e Matt Bosack, che sono anche autori e produttori esecutivi insieme a Larry Teng che ha diretto il primo episodio, che ha debuttato sulla CBS il 20 settembre 2021. È il terzo spin-off della serie NCIS - Unità anticrimine e quarta serie del franchise NCIS. È stata cancellata dalla CBS nel 2024 senza avere un finale, rendendolo il primo spin-off dell'NCIS a concludersi senza un vero e proprio finale.

## Trama
La serie segue una squadra di agenti del servizio investigativo criminale navale che lavorano presso l'ufficio di Pearl Harbor, guidato dall'agente speciale Jane Tennant. La squadra indaga sui crimini legati all'esercito e alla sicurezza nazionale.

## Episodi
| Stagione         | Episodi | Prima TV USA | Prima TV Italia |
| ---------------- | ------- | ------------ | --------------- |
| Prima stagione   | 22      | 2021-2022    | 2022            |
| Seconda stagione | 22      | 2022-2023    | 2023            |
| Terza stagione   | 10      | 2024         | 2024            |

## Personaggi e interpreti

### Personaggi principali
- Jane Tennant (stagione 1-3), interpretata da Vanessa Minnillo. La prima agente donna responsabile dell'NCIS alle Hawai'i.
- Kai Holman (stagione 1-3), interpretato da Alex Tarrant. Un nuovo agente della squadra che di recente è tornato a casa per prendersi cura di suo padre.
- Jesse Boone (stagione 1-3), interpretato da Noah Mills. Secondo in comando di Tennant; Boone è un ex detective della omicidi a Washington DC che conosce bene i sentieri delle isole.
- Lucy Tara (stagione 1-3), interpretata da Yasmine Al-Bustami. Agente sul campo dell'NCIS, e fidanzata di Kate.
- Ernie Malik (stagione 1-3), interpretato da Jason Antoon. Specialista di intelligence informatica dell'NCIS.
- Kate Whistler (stagione 1-3), interpretata da Tori Anderson. Un'agente speciale della DIA poi passata all'FBI. Inizia una relazione con Lucy nella prima stagione.
- Alex Tennant (stagione 1-3), interpretato da Kian Talan. Il figlio maggiore di Jane.
- Sam Hanna (stagione 3), interpretato da LL Cool J. Agente speciale già membro della divisione progetti speciali dell' NCIS Los Angeles.

### Personaggi ricorrenti
- Joe Milius (stagione 1-3), interpretato da Enver Gjokaj. Un capitano della marina di alto rango e vice capo di stato maggiore del comandante della flotta del Pacifico.
- Julie Tennant (stagione 1-3), interpretata da Mahina Napoleon. La figlia più giovane di Jane.
- Maggie Shaw (stagione 1), interpretata da Julie White. Ex mentore e amica di Jane.
- Sergente d'artiglieria Norman 'Boom Boom' Gates (stagione 1-in corso), interpretato da Sharif Atkins.
- Comandante Carla Chase (stagione 1-3), interpretata da Seana Kofoed. Medico legale dell'NCIS.

## Produzione

### Sviluppo
Il 16 febbraio 2021, fonti anonime hanno dichiarato a The Hollywood Reporter che gli accordi erano in fase di finalizzazione per una potenziale quarta serie del franchise di NCIS, intitolata NCIS: Hawaii, mentre si avvicinava a un ordine diretto per la serie da parte della CBS. Hanno anche detto che le serie sarebbero state create e prodotte esecutivamente da Christopher Silber, Jan Nash e Matt Bosack, con Silber e Nash che fungevano anche da co-showrunner. A differenza delle altre serie del franchise, non è previsto di iniziare con un backdoor pilot all'interno di un'altra serie. La location della serie creerebbe anche potenziali opportunità di crossover con l'altro dramma della CBS ambientato alle Hawaii, Magnum P.I.
NCIS: Los Angeles ha precedentemente avuto episodi crossover con Magnum P.I. e Hawaii Five-0 nel 2012. Le fonti hanno anche detto che i produttori avevano già iniziato a cercare un regista per un pilot e stavano lavorando all'assunzione di sceneggiatori.
All'inizio di aprile 2021, è stato riferito che la serie sarebbe dovuta essere stata ripresa per la stagione televisiva 2021-22. Il 23 aprile 2021, la CBS ha ordinato ufficialmente la serie NCIS: Hawaii. Larry Teng è stato anche annunciato come produttore esecutivo dell'episodio pilota. Bosack, Nash e Silber hanno scritto l'episodio pilota della serie. Il nome della serie è stato anche ufficialmente cambiato in NCIS: Hawai'i, aggiungendo un'okina nel tentativo di riflettere l'ortografia ufficiale usata nella lingua hawaiana. L'11 ottobre 2021, la CBS ha ripreso la serie per un'intera stagione. Il 3 gennaio 2022 è stato annunciato che il 28 marzo 2022 si sarebbe svolto un crossover con la diciannovesima stagione della serie madre NCIS. Gli showrunner di entrambe le serie avevano precedentemente menzionato il crossover e il presidente della CBS Entertainment Kelly Kahl aveva dichiarato che la discussione su un crossover sarebbe iniziata dopo che NCIS: Hawai'i avesse terminato il suo primo lotto di episodi. Il 31 marzo 2022, la CBS ha rinnovato la serie per una seconda stagione che ha debuttato il 19 settembre 2022. La seconda stagione conteneva due ulteriori crossover, il primo ancora una volta con NCIS e il secondo sia con NCIS che con NCIS: Los Angeles. Il 21 febbraio 2023, la CBS ha rinnovato la serie per una terza stagione, che ha poi debuttato il 12 febbraio 2024.

### Casting
Il 7 aprile 2021, è stato riferito che la CBS stava cercando di ingaggiare una protagonista femminile per NCIS: Hawaii, rendendola la prima serie del franchise a farlo. Il personaggio della protagonista femminile fu provvisoriamente chiamato Jane Tennant, e il casting per il ruolo, così come per gli altri personaggi principali, iniziò nello stesso periodo. Il 30 aprile 2021 è stato annunciato che Vanessa Lachey è stata la prima ad essere scelta come personaggio regolare della serie, nel ruolo di Jane Tennant. Nel frattempo, Yasmine Al-Bustami e Jason Antoon sono stati scelti come personaggi regolari della serie per interpretare rispettivamente Lucy ed Ernie. In seguito è stato annunciato che Noah Mills si era unito al cast nel ruolo di Jesse. Tori Anderson e Kian Talan sono stati scelti come personaggi regolari della serie nei ruoli di Kate Whistler e Alex. L'8 luglio 2021, Alex Tarrant si è unito al cast principale nei panni di Kai ed Enver Gjokaj è stato annunciato per essere ricorrente nei panni di Joe Milius.
L'ex star di Hawaii Five-0 Beulah Koale è stata scelta come guest star nella prima storia in due parti della serie. Le star di NCIS Wilmer Valderrama e Katrina Law, l'ultima delle quali ha recitato anche in Hawaii Five-0, sono apparse nei panni dei loro personaggi NCIS in un evento crossover. Anche Gary Cole e Diona Reasonover fecero altrettanto.

### Riprese
Si prevede che la serie utilizzerà gli impianti di produzione costruiti per Hawaii Five-0, che si è conclusa nel 2020. Per l'episodio pilota, Larry Teng è stato il regista, mentre Yasu Tanida si è occupato della fotografia. Le riprese della serie sono iniziate in una località segreta sulla North Shore di Oahu con una tradizionale benedizione hawaiana il 16 giugno 2021. Due giorni dopo, il 18 giugno 2021, le riprese si sono svolte presso la Joint Base Pearl Harbor-Hickam. Sia il primo che il secondo episodio avevano concluso le riprese entro il 22 luglio 2021.
Il 25 gennaio 2022, sia Koale che Tarrant hanno eseguito una haka sul set di NCIS Hawaii per onorare il lavoro svolto dalla troupe nelle riprese della prima stagione. Le riprese della prima stagione si sono concluse il 19 marzo 2022.
Le riprese della terza stagione sono iniziate il 4 dicembre 2023.

### Cancellazione
Il 26 aprile 2024, la CBS ha cancellato la serie, dopo tre stagioni. La cancellazione della serie ha avuto effetti negativi sull'industria cinematografica delle Hawaii, lasciando 350-400 persone senza lavoro. Secondo la CBS, la cancellazione è stata effettuata a causa dei costi finanziari, degli ascolti degli spettacoli e della scaletta degli spettacoli televisivi della rete per il programma 2024-25, nonché della rete che limita la quantità di spettacoli del franchise di NCIS per il suo palinsesto, in particolare con l'annuncio di NCIS: Origins.
L'annuncio della cancellazione è stato accolto con disappunto dai fan, che in seguito hanno iniziato una campagna per salvare lo show avviando petizioni come quella intitolata "Save NCIS: Hawai'i on CBS" su Change.org.

## Messa in onda
La CBS ha annunciato il suo programma di trasmissione autunnale il 19 maggio 2021, per la stagione televisiva 2021-22, con la nuova serie il lunedì alle 22:00 ET, subito dopo la serie madre NCIS. Il primo teaser trailer è stato distribuito nella stessa data con Lachey che parla della premessa e del suo ruolo nella serie. Il 12 luglio 2021, la CBS ha annunciato la data della premiere della serie il 20 settembre 2021. TVLine ha pubblicato in anteprima esclusiva le foto promozionali della serie tre giorni dopo, il 15 luglio 2021. Un secondo teaser trailer è stato diffuso nell'agosto 2021, con un promo congiunto con NCIS.

## Accoglienza
Su Metacritic la serie ha un punteggio del 48% basato sulle recensioni di 6 critici, indicando "recensioni miste o medie". Su Rotten Tomatoes la prima stagione ha un indice di approvazione del 60% basato sulle recensioni di 5 critici. Caroline Framke di Variety ha dato alla premiere una recensione positiva e ha scritto: "Lo spettacolo sembra ancora un pezzo con 'NCIS' vero e proprio, gergo militare, dialoghi efficienti, misteri appariscenti e tutto il resto. Se sei già un fan, vale la pena provare. In caso contrario, ci sono molti altri spettacoli in mare". Su IMDb la serie ha una valutazione di 6,7 su 10 sulla base di 8 700 critici.